# 蜂窝网络
，又稱移动网络（mobile network）是一种移动通信硬件架構，分为模拟蜂窝网络和数字蜂窝网络。由于构成网络覆盖的各通信基地台的信号覆盖呈六边形，从而使整个网络像一个蜂窝而得名。
目前世界的主流蜂窝网络类型有：GSM(2G)、UMTS／HSPA(3G)、LTE／LTE-A(4G)、NR(5G)等。
蜂窝网络的组成：蜂窝网络组成主要有以下三部分：移动站，基站子系统，网络子系统。移动站就是我们的网络终端设备，比如手机或者一些蜂窝工控设备。基站子系统包括我们日常见到的移动基站（大铁塔）、无线收发设备、专用网络（一般是光纤）、无数的数字设备等等的。我们可以把基站子系统看作是无线网络与有线网络之间的转换器。

## 概念

频率复用示意图（4个频率）

在移动网络系统中，把信号覆盖区域分为一个个的小区，它可以是六边形，正方形，圆形或其它的一些形状，通常是六角蜂窝状。这些分区中的每一个被分配了多个频率（f1 - f6），具有相应的基站。其他分区可使用与该分区相同的频率，但其相邻的分区不能使用相同频率，以避免引起同信道干扰。
与单一基站相比，蜂窝网络在不同分区中可以使用相同的频率完成不同的数据传输（频率复用）。而单一基站在同一频率上，只能有一个数据传输。蜂窝网络中相同频率的使用不可避免地会干扰到使用相同的频率的其他基站。所以在一个标准的FDMA系统中，在两个使用相同频率的基站之间必须有一个不同频率的基站。